# Сибо I де Клермон
Сибо I де Клермон (фр. Sibaud I de Clermont; или Сибуд фр. Siboud) — французский аристократ, первый известный представитель дома Клермон-Тоннер, барон Клермона.

## Биография

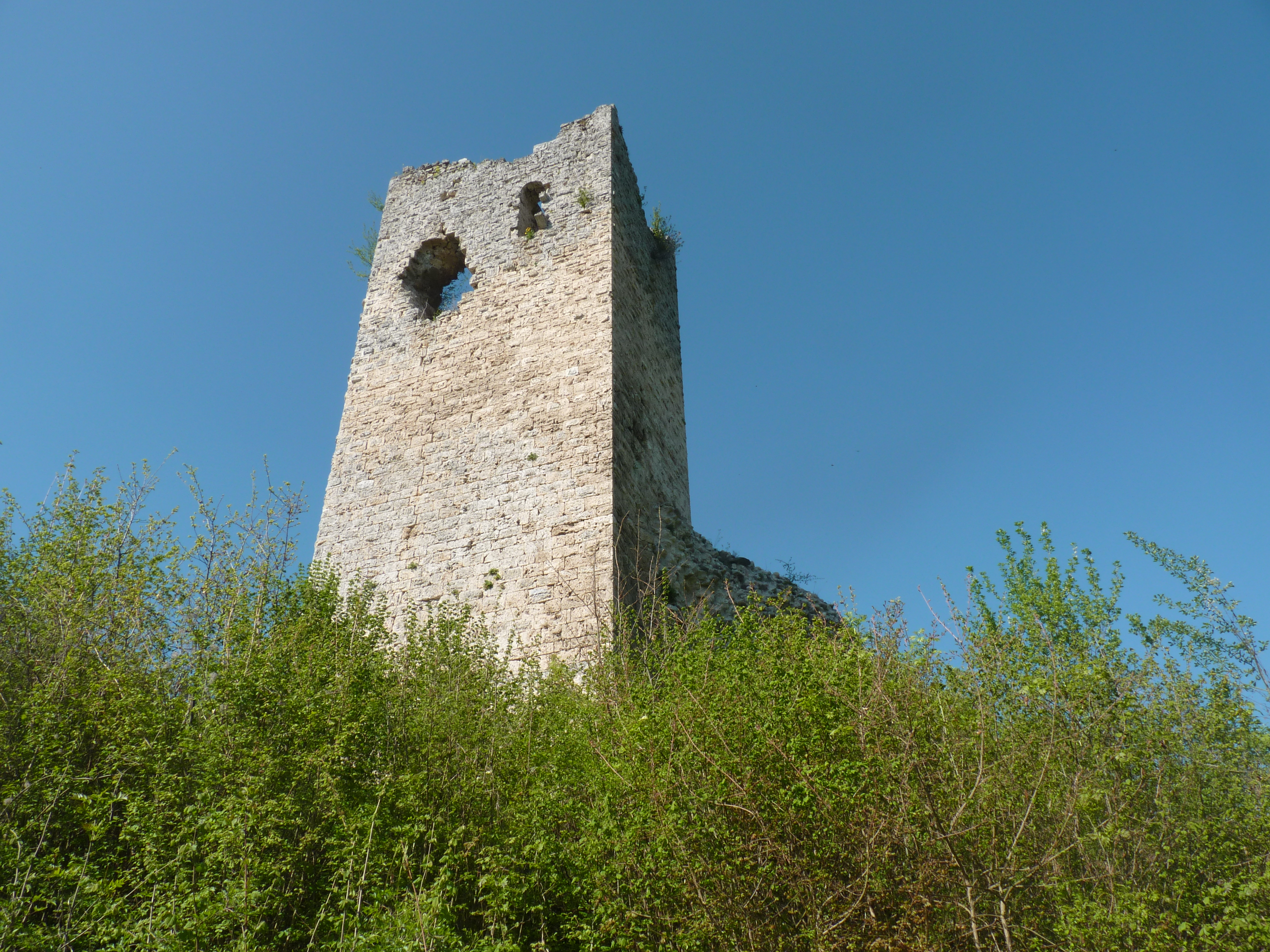
Замок Фор-де-Клермон в Ширене, построенный по приказу Сибо I

Сибо де Клермон родился в конце XI века. Точная дата неизвестна, однако он упоминается в документе датированном 1080 годом.
Именно он построил первый замок Клермонов в Ширене, к северу от Вуарона (современный Изер); вероятно всего он владел восемью замками (Клермон, Сен-Жуар, Монферрат, Вальер, Рекуан, Шабон, Реомон, Отфор).
Его присутствие засвидетельствовано в договоре заключенном между Ги Бургундским (будущий папа Каликст II) и его братом Рено II Бургундским в 1094 году. Позже принимал участие в Первом крестовом походе, организованным Урбаном II.

## Брак и потомство
Неизвестно когда Сибо I женился на Аделаизе (или Адлаизе) из дома Альбонов, её считают, возможно ошибочно, дочерью графа Гига III д’Альбона. У пары был по крайней мере один ребёнок, Сибо II де Клермон.
Его другой сын — Жоффруа упоминается только Франсуа-Александром Обером де ла Шене де Буа. Противоречива информация о его третьем сыне — Амеде д’Отериве. Хотя он нигде не упоминается в источниках как сын Сибо I, тем не менее большинство источников согласны с тем, что его сын — святой Амеде Лозаннский был внуком Сибо I.